# Рьом-эс-Монтань
Рьом-эс-Монта́нь (фр. Riom-ès-Montagnes, окс. Riòm de las Montanhas) — коммуна во Франции, находится в регионе Овернь. Департамент — Канталь. Административный центр кантона Рьом-эс-Монтань. Округ коммуны — Морьяк.
Код INSEE коммуны — 15162.
Коммуна расположена приблизительно в 400 км к югу от Парижа, в 65 км юго-западнее Клермон-Феррана, в 45 км к северо-востоку от Орийака.

## Население
Население коммуны на 2008 год составляло 2741 человек.
| 1962 | 1968 | 1975 | 1982 | 1990 | 1999 | 2008 |
| ---- | ---- | ---- | ---- | ---- | ---- | ---- |
| 3399 | 3527 | 3624 | 3417 | 3225 | 2842 | 2741 |

## Климат
Климат горный. Зимой обычны заморозки и снег, летом днём может быть жара, а вечером прохладно. Весна и осень характеризуются обилием осадков и частыми туманами.
| Показатель                    | Янв. | Фев. | Март | Апр. | Май  | Июнь | Июль | Авг. | Сен. | Окт. | Нояб. | Дек. | Год  |
| ----------------------------- | ---- | ---- | ---- | ---- | ---- | ---- | ---- | ---- | ---- | ---- | ----- | ---- | ---- |
| Средний суточный максимум, °C | 6,4  | 7,8  | 10,4 | 12,7 | 16,9 | 20,2 | 23,5 | 23,5 | 20,1 | 15,3 | 10    | 7,6  | 14,6 |
| Средний суточный минимум, °C  | −1,1 | −0,6 | 0,9  | 2,8  | 6,8  | 9,4  | 11,7 | 11,6 | 8,7  | 5,9  | 1,8   | 0,0  | 4,9  |
| Норма осадков, мм             | 96   | 100  | 88   | 111  | 127  | 94   | 71   | 79   | 106  | 126  | 107   | 128  | 1233 |
| Источник: Météo France        |      |      |      |      |      |      |      |      |      |      |       |      |      |

- Количество дней с осадками (> 1 мм): 135
- Количество пасмурных дней: 126
- Количество солнечных дней: 103

## Экономика
В 2007 году среди 1597 человек в трудоспособном возрасте (15—64 лет) 1150 были экономически активными, 447 — неактивными (показатель активности — 72,0 %, в 1999 году было 65,9 %). Из 1150 активных работали 1039 человек (562 мужчины и 477 женщин), безработных было 111 (48 мужчин и 63 женщины). Среди 447 неактивных 57 человек были учениками или студентами, 188 — пенсионерами, 202 были неактивными по другим причинам.

## Достопримечательности
- Виадук Баражоль (1902 год). Памятник истории с 1984 года[3]
- Доисторические жилища Шатонёф. Памятник истории с 1924 года[4]
- Церковь Сен-Жорж (XI век). Памятник истории с 1924 года[5]

## Фотогалерея
- Рьом-эс-Монтань
- Рьом-эс-Монтань
- Церковь Сен-Жорж
- Мэрия